# Tiara papal

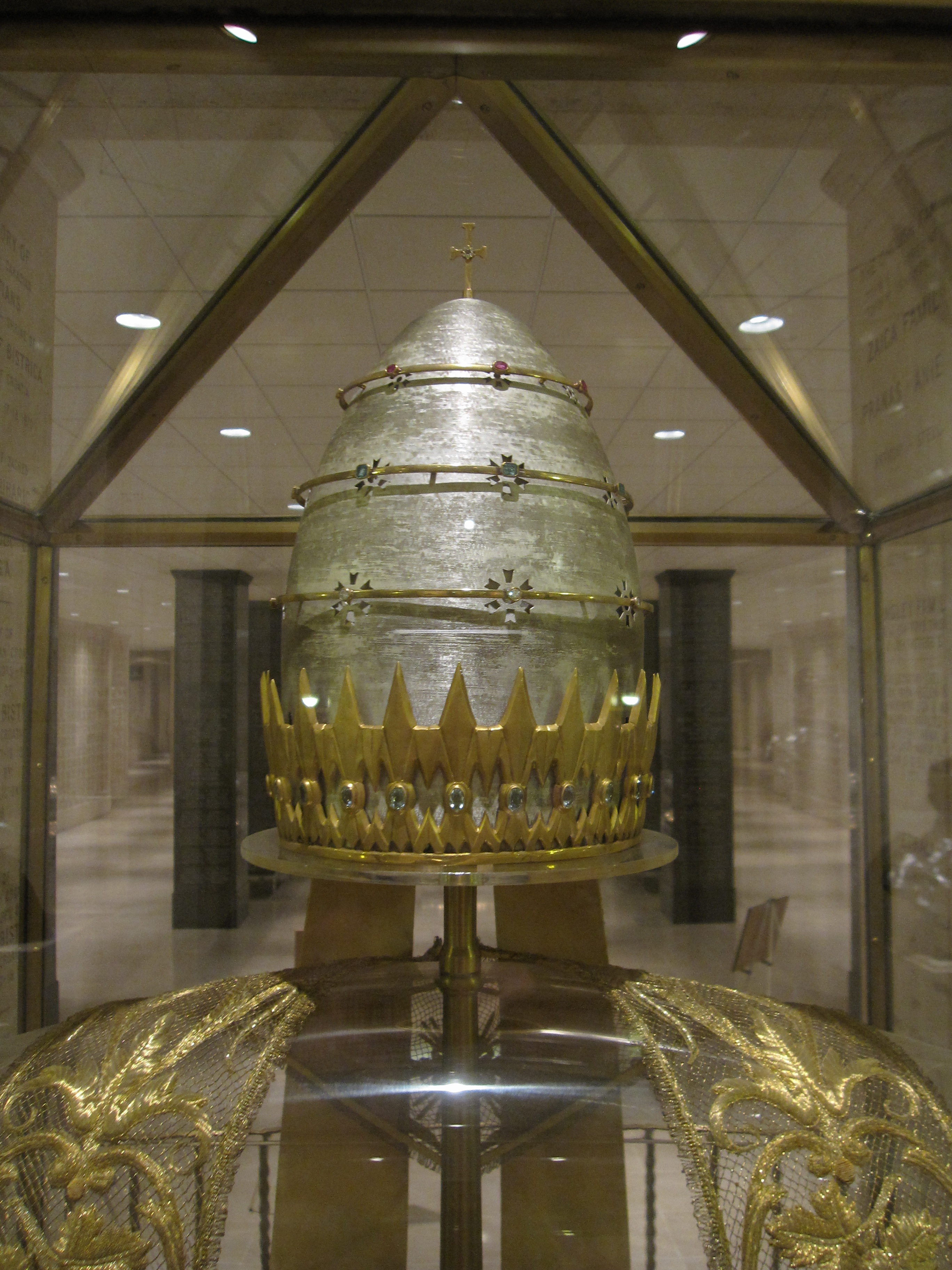
Tiara del papa Pablo VI, la última utilizada por un pontífice. Desde 1964, se exhibe en la Basílica del Santuario Nacional de la Inmaculada Concepción de Washington D. C.

La tiara papal es una triple corona que fue usada por los papas, líderes de la Iglesia católica, desde el siglo VIII hasta el XX. Fue utilizada por última vez por el papa Pablo VI. 
El término «tiara» se refiere a la totalidad de la pieza, sin importar cuántas coronas o diademas la hubieran adornado a través de los siglos, mientras que su forma de tres niveles, que fue ideada en el siglo XIV, es también llamada triregnum «triple tiara» o «triple corona».
De 1143 a 1963, la tiara papal se colocó solemnemente en la cabeza del papa durante su ceremonia de coronación. Las tiaras papales supervivientes poseen todas el triregnum, siendo la más antigua la de 1572, y el resto no anteriores al año 1800.
Una representación del triregnum, combinada con las dos llaves cruzadas de San Pedro, continúa siendo utilizada como un símbolo del papado y aparece en sus documentos, edificios e insignias.

## Diseño
Históricamente, se tiene referencia de variadas tiaras papales, aunque solamente veintidós han sobrevivido indemnes. Muchas de las coronas anteriores, principalmente las del papa Julio II y las atribuidas a Silvestre I, fueron destruidas o robadas por los invasores –sobre todo por el ejército francés de Louis-Alexandre Berthier en 1798–, o por el propio pontífice. Durante el Saco de Roma de 1527, Clemente VII fundió todas las tiaras e insignias para pagar el rescate de 400 000 ducados exigidos por el ejército del emperador Carlos V. La tiara más antigua existente es del siglo XVI, usada por Gregorio XIII, y única sobreviviente al saqueo y ocupación de Roma por Berthier. Por ello, el cónclave de 1799-1800 debió ser celebrado en Venecia, donde Pío VII, el nuevo papa, fue coronado con una tiara de papel maché, realizada con joyas donadas por damas venecianas.
Muchas tiaras fueron donadas a la Santa Sede por líderes mundiales o jefes de Estado, entre ellos la reina Isabel II de España, los emperadores Guillermo I de Alemania, Francisco José I de Austria y Napoleón I de Francia. La tiara proporcionada por este último fue realizada a partir de los elementos de las antiguas coronas robadas, y fue entregada a Pío VII como un regalo de boda, para marcar el matrimonio del propio Napoleón con Josefina de Beauharnais, en vísperas de su coronación imperial. Otras eran un regalo para un papa recién elegido, o con ocasión del jubileo de su ordenación o elección.

### Forma
La mayoría de las tiaras papales sobrevivientes tienen la forma de una colmena circular, con un núcleo central de plata. Algunas eran marcadamente cónicas, otras bulbosas. A excepción de las tiaras de 1800 y 1963, todas estaban ricamente decoradas con joyas. Las tres coronas estaban marcadas por decoraciones de oro, a veces en forma de cruces, a veces en forma de hojas. La mayoría están coronada por una cruz fijada sobre un orbe, en representación de la soberanía universal de Cristo.
La tiara dada al papa Pío IX en 1877 por la Guardia Palatina en honor a su jubileo, es muy similar en diseño a la tiara de Gregorio XVI. Fue una corona particularmente popular, usada por también por Pío XII y Juan XXIII.

### Ínfulas
Al igual que la mitra de un obispo, la tiara papal posee dos ínfulas, llamadas en latín caudae o infulae, de tela bordada y decoradas con hilos de oro y el escudo de armas.
Estas son, por lo general, adjuntas en la parte trasera de la tiara, de la misma forma que las mitras, aunque en algunas representaciones –como el mosaico del papa Clemente VIII realizado por Jacopo Ligozzi, en el que el pontífice lleva el triregnum– las muestra delante de los oídos. Todas las tiaras existentes las han colocado en la parte trasera.

### Peso
A excepción de la tiara de papel maché de Pío VII, la tiara más ligera fue la realizada para el papa Juan XXIII en 1959. Pesaba poco más de 0,9 kilogramos, al igual que la tiara de Pío XI, de 1922. En contraste, la tiara en forma de bala de Pablo VI pesaba 4,5 kilogramos. La tiara papal más pesada de la colección papal es la donada por Napoleón Bonaparte a Pío VII en 1804, con un peso de 8,2 kilogramos, por lo que nunca fue usada, además de que, según se decía, era muy pequeña para que el papa pudiera siquiera colocársela.
Una serie de papas deliberadamente pedía nuevas tiaras, ya que las que poseían eran muy pequeñas o pesadas, o ambas. Gregorio XVI, Pío IX y Pío X tuvieron esos problemas. Sin embargo, ya para el siglo XX, la creación de tiaras más ligeras y anchas, como las de 1922 y 1959, significó que el número de coronas bajó significativamente.

## Uso

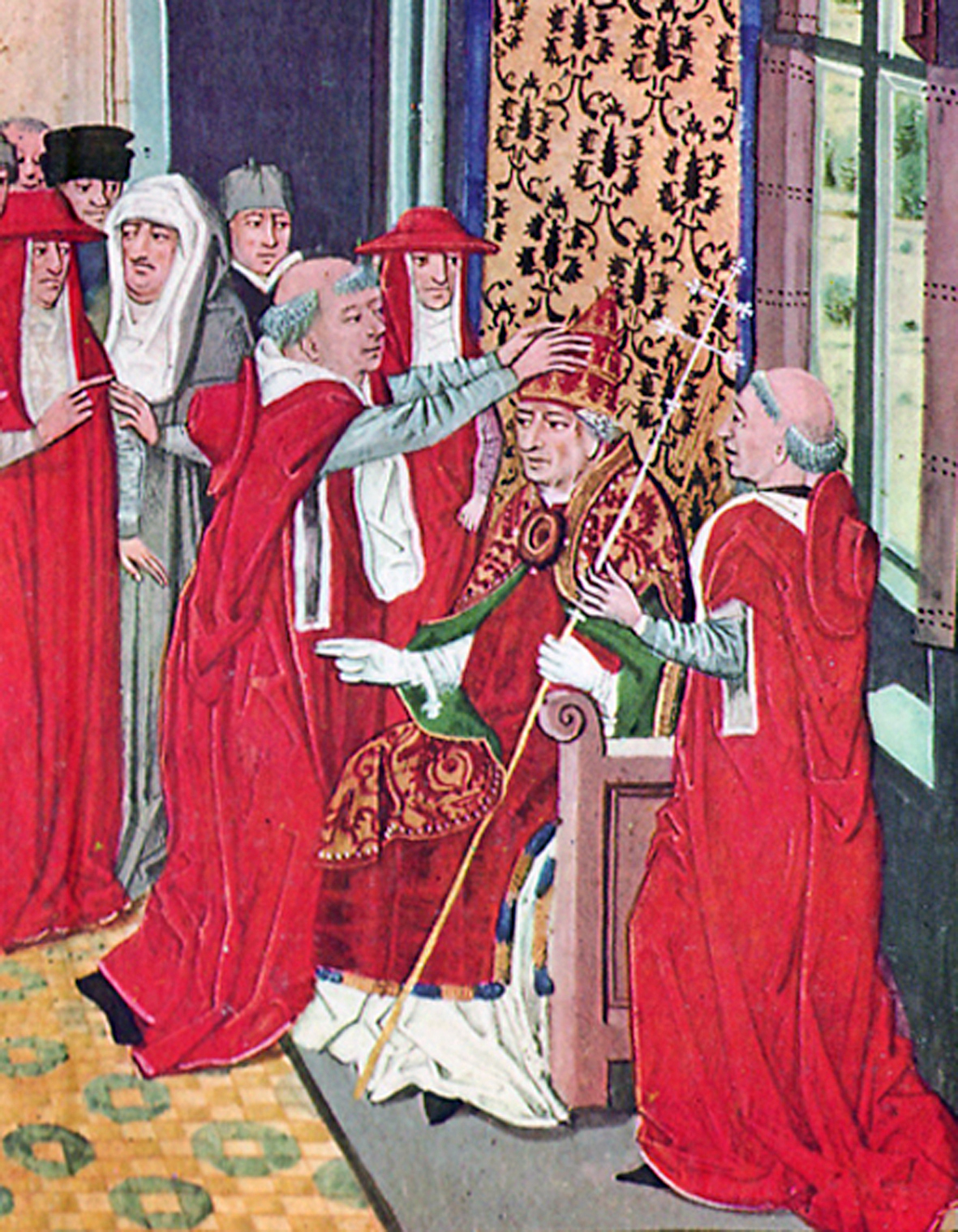
El cardenal Guy de Boulogne corona a Gregorio XI, en 1370. Miniatura de las Crónicas de Froissart, h. 1400.

El papa solía utilizar la tiara principalmente en las procesiones solemnes y en las bendiciones Urbi et Orbi de Navidad y Pascua. Sin embargo, nunca fue usada en celebraciones litúrgicas como la misa, durante la cual era depositada sobre el altar. En dichas funciones, el pontífice utilizaba una mitra, del mismo modo que el resto de obispos.
La ocasión más conocida en la que se utilizaba la tiara fue durante las coronaciones papales, que tradicionalmente tenían lugar en la basílica de San Pedro. Esta ceremonia, que duraba seis horas, era de carácter simbólico debido a que el papa asumía el cargo al aceptar su elección en el cónclave.
Las ceremonias de Pío XII y Juan XXIII fueron celebradas en el balcón central de la basílica, mientras que la de Pablo VI fue realizada en la explanada.

## Historia

### Orígenes
La tiara papal nace a partir del gorro frigio cónico o frigium. Con la forma de un extintor de vela, la tiara papal y la mitra episcopal eran idénticos en sus orígenes.
Los nombres usados por la tiara papal en los siglos VIII y IX incluyen camelaucum, pileus, phrygium y pileum phrygium.

### Coronas

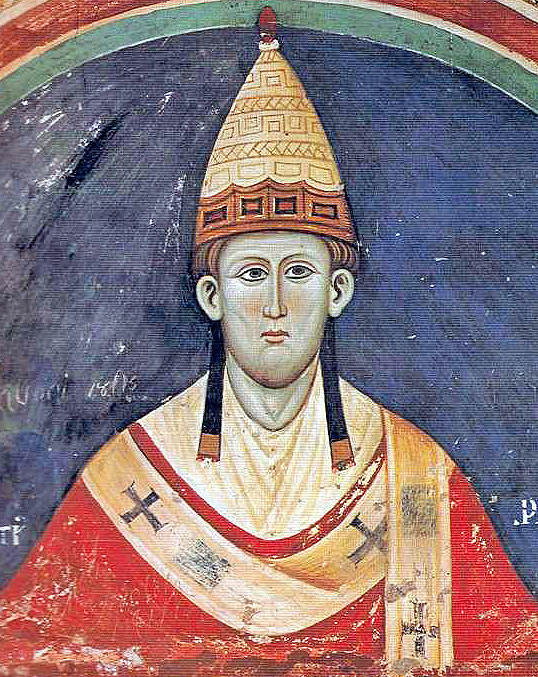
Fresco medieval de Inocencio III utilizando la tiara.

Un aro de lino o tela de oro en la base de la tiara fue convertido en una corona de metal, que hacia el 1300 se convirtió en dos coronas. El primero de ellos apareció en la base del tradicional casco blanco papal en el siglo IX. Cuando los papas asumieron el poder temporal en los Estados Pontificios, la corona basal fue decorada con joyas para asemejarse a las coronas de príncipes. Se cree que la segunda corona –significando tanto su poder espiritual como temporal, declarando que Dios le había puesto al papa sobre reyes y reinos– habría sido agregada entre los pontificados de Inocencio III (1198-1216) y Bonifacio VIII. Sin embargo, un fresco en la Capilla de San Silvestre (consagrada en 1247) en la iglesia de los Cuatro Santos Coronados de Roma parece representar al papa llevando una tiara con dos bandas y con orejeras. La adición de una tercera corona se atribuye tanto a Benedicto XI (1303-1304) como a Clemente V (1305-1314), y una de estas fue incluida en un inventario del tesoro papal en 1316. Los primeros años del siglo XVI vieron la añadidura de un pequeño globo y una cruz en la punta superior de la tiara.
La tercera corona se añadió durante el papado de Aviñón (1309-1378), dando lugar a la forma llamada triregnum, que sería usada a partir de Clemente V hasta 1963.

#### Simbolismo
No hay una certeza real sobre qué simbolizan las tres coronas de la tiara papal. Algunos la relacionan con la autoridad del papa como «pastor universal» (corona superior), «juez eclesiástico universal» (corona del medio) y «gobernante temporal» (corona inferior). Otros lo interpretan como el significado de «padre de príncipes y reyes, gobernador del mundo, vicario de Cristo». Las palabras utilizadas en la ceremonia de coronación, Accipe tiaram tribus coronis ornatam, et scias te esse patrem principum et regum, rectorem orbis in terra vicarium Salvatoris nostri Jesu Christi, cui est honor et gloria in saecula saeculorum, es posible referenciarlas con la última descripción mencionada.
Otros asocian la triple corona a Cristo, como «sacerdote, profeta y rey»; o como «maestro, legislador y juez». Otra interpretación tradicional hace referencia a la «Iglesia militante en la Tierra», la «Iglesia sufriente luego de la muerte y antes del cielo», y como la «Iglesia triunfante en la eternidad». El arzobispo Andrea Cordero Lanza di Montezemolo, quien diseñó el escudo papal de Benedicto XVI, lo interpretó como «orden, jurisdicción y magisterio»; mientras otra teoría lo relacionaba a los «mundos celestial, humano y terrestre». Lord Edward Francis Twining sugirió que fue para asimilarse a los emperadores del Sacro Imperio Romano Germánico, que eran coronados tres veces, en honor a ser reyes de Alemania, de Italia y como emperadores romanos.

### Tiara de San Silvestre
Edward Francis Twining escribió sobre una tiara del papa Bonifacio VIII, conocida como la tiara de San Silvestre:

Bajo Bonifacio VIII (1294-1303) la capucha del regnum se alargó y el aro fue enriquecido enormemente con piedras preciosas, mientras que hacia el final de su papado se añadió un segundo aro. El aumento de la longitud tuvo el significado simbólico de dominio de una sancta ecclesia sobre la tierra, y demostró el significado del unam sanctum papal. En el inventario de 1295 el segundo año del pontificado de Bonifacio el tocado, que ahora se conoce generalmente como una tiara, se describe como enriquecida con 48 rubíes balas, 72 zafiros, 45 praxini o esmeraldas, numerosos pequeños rubíes balas y esmeraldas y 66 perlas grandes. En la cumbre había una gran rubí.

Bonifacio VIII fue sucedido en 1303 por Benedicto XI, quien llevó la tiara a Perugia. Después de su muerte en 1304 hubo un período de once meses antes de que un nuevo Papa lo pudiera suceder. El arzobispo de Burdeos fue elegido y se llevó el título de Clemente V. Sacó la sede papal de Roma y la llevó a Aviñón y la tiara fue llevado a Lyons, desde Perugia, para su coronación el 14 de noviembre de 1305. En el inventario realizado en 1315-16, la tiara de Bonifacio VIII es vuelta a describir, y puede ser identificada por la mención del gran rubí, que se registra como desaparecido. Se describe teniendo tres aros corona quae vocatur, regnum cum tribus circuitis aureis. Por lo tanto, debe haber sido entre la toma de los dos inventarios, en 1295 y 1315, que se añadieron el segundo y tercer aros a la tiara. Fue durante este período que la flor de lis se utilizó para decorar las diademas. La tiara se mantuvo en el tesoro papal en Aviñón hasta Gregorio XI la llevó de vuelta a Roma, donde entró el 17 de enero de 1377. En 1378 Roberto de Ginebra fue elegido antipapa, tomando el título de Clemente VII, y se llevó la tiara de Aviñón. Cuando el español, Pedro de Luna, fue elegido antipapa en 1394 autonominándose Benedicto XIII, tomó la tiara de Aviñón a España, donde permaneció hasta que Alfonso V de Aragón fracasó en su intento de renovar el cisma, y con la retirada del apoyo del antipapa Clemente VII en 1419, la tiara fue devuelta a Roma (...).

En el siglo XIV, la tiara de Bonifacio VIII comenzó a ser llamada la tiara de San Silvestre, y comenzó a ser venerada y considerada como una reliquia. Esto fue sin duda sugerido por la Donación de Constantino, pero ahora solo comenzó a ser usada para la coronación de los papas, comenzando con Gregorio XI en 1370 y su sucesor Urbano VI en 1378. No fue utilizada en ninguna otra ceremonia, y se mantuvo en el Tesoro de Letrán. Se utilizó por última vez en la coronación de Nicolás V (1446-1455), y en 1485 fue robada y no se supo más de esta.
Lord Edward Francis Twining

Twining también toma nota de los diversos significados alegóricos atribuidos a las tres coronas de la tiara papal, pero concluye que «parece más probable que el simbolismo tenga relación con la idea que tomó forma en los siglos XIII y XIV, que el emperador fue coronado con tres coronas (la corona de plata de Alemania en Aix-la-Chapelle, la corona de hierro de Lombardía en Milán o Monza y la corona imperial de oro en Roma) y, por tanto, el Papa, también, debe usar tres coronas».

### Pablo VI y abandono posterior de la tiara

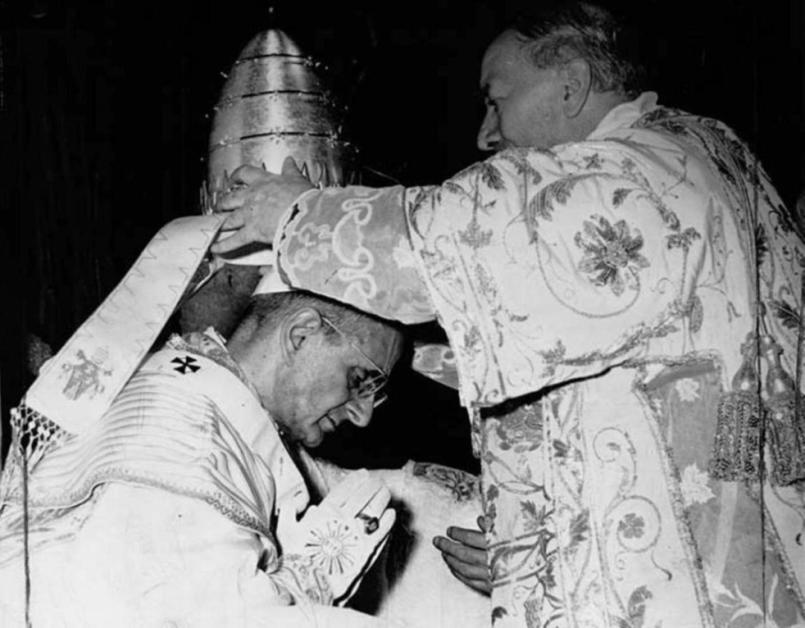
El cardenal Alfredo Ottaviani corona al papa Pablo VI, fotografía del 30 de junio de 1963.

Al igual que sus predecesores, el papa Pablo VI inició su pontificado con la tradicional ceremonia de coronación y, como ocasionalmente ocurría, se realizó una nueva tiara para la ocasión. Esta había sido donada por la ciudad de Milán, donde el pontífice ejercía de arzobispo antes de su elección. Muy diferente a tiaras anteriores, no estaba cubierta de joyas y piedras preciosas, la forma cónica era muy llamativa, semejante a una bala y, en lugar de ser adornada con tres coronas, presenta tres círculos paralelos y tiene una corona de doble escalonado en su base. Era también, claramente, más pesada que la tiara palatina de Pío IX.
Al finalizar la segunda sesión del Concilio Vaticano II en 1963, Pablo VI colocó la tiara sobre el altar de la basílica de San Pedro como gesto de humildad y signo de renuncia a la gloria y el poder humano, en armonía con el espíritu renovado del Concilio.
En 1964, se anunció que la tiara sería subastada y el dinero obtenido se daría en caridad, siendo posteriormente comprada por católicos estadounidenses, que la enviaron a la Basílica del Santuario Nacional de la Inmaculada Concepción en Washington D. C.
Aunque Pablo VI renunció al uso de la tiara, en su Constitución apostólica de 1975 Romano Pontifici Eligendo, donde detalla la forma de elección del nuevo pontífice, todavía prevé que sus sucesores fueran coronados.
Algunos católicos tradicionalistas consideran altamente grave el hecho del abandono del uso de uno de los símbolos más llamativos del papado, y se mantuvieron en campaña para su reincorporación. Incluso, se calificó a Pablo VI de «antipapa», argumentando que ningún pontífice propiamente tal rechazaría la tiara.
Tras la muerte de Pablo VI en 1978, ninguno de sus sucesores volvió a utilizar la tiara papal. Su sucesor inmediato, Juan Pablo I, reemplazó la coronación por una Misa de inauguración del pontificado. Después de la repentina muerte de este, en septiembre de 1978, Juan Pablo II renunció también al uso de la tiara durante la inauguración solemne de su pontificado:

El último Papa en ser coronado fue Pablo VI en 1963, pero después de la ceremonia de la coronación solemne nunca usaron la tiara de nuevo y dejaron libre a sus Sucesores su decisión al respecto. El Papa Juan Pablo I, cuyo recuerdo está tan vivo en nuestros corazones, no deseó tener la tiara; ni tampoco su sucesor lo desea hoy. Éste no es el momento de regresar a una ceremonia y a un objeto considerado, erróneamente, como un símbolo del poder temporal de los Papas. Nuestro tiempo nos llama, nos exhorta, nos obliga a contemplar al Señor y sumergirnos en meditación humilde y devota sobre el misterio del poder supremo de Cristo mismo.

Juan Pablo II, en su Constitución Apostólica Universi Dominici gregis de 1996, suprimió toda referencia a la coronación, reemplazandola oficialmente por la misa de inauguración.
En 2005, el Papa Benedicto XVI promulgó el documento Ordo Rituum pro Ministerii Petrini initio Romae Episcopi que confirmaba la decisión del Papa Juan Pablo II de rechazar la tiara y el rito de coronación.
El abandono de la ceremonia de coronación no evitó que Juan Pablo II, Benedicto XVI y Francisco recibieran sus propias tiaras, confeccionadas y donadas por católicos tradicionalistas, que nunca fueron vestidas.
No se descarta que el sucesor de Francisco, León XIV, reciba una tiara como obsequio, aunque su uso ceremonial ya dependerá del criterio personal del papa. 

## Uso actual
Aunque la tiara dejó de ser parte del ajuar pontificio tras el Concilio Vaticano II, su simbolismo aun es vigente en el emblema de la Santa Sede y la bandera de la Ciudad del Vaticano.
Hasta el pontificado de Juan Pablo II la tiara también formaba parte del escudo de armas papal. En una ruptura con la tradición, en el escudo personal del papa Benedicto XVI se reemplazó la tiara con una mitra que posee tres niveles que aludían a los de la anterior corona. La mitra fue mantenida en su escudo por Francisco, elegido en 2013 hasta su fallecimiento en 2025. 
Todos los años, la estatua de bronce de Pedro en la Basílica de San Pedro es coronada con una tiara papal desde el 22 de febrero hasta la fiesta de San Pedro y San Pablo, celebrada el 29 de junio.

### Privilegio fuera de la Santa Sede
Dentro de la Iglesia católica, sólo el Patriarcado de Lisboa tiene el privilegio del uso de una tiara en su sello, y el titular del patriarcado del uso de mitra adornada con tres coronas, aunque este último privilegio no sea habitualmente mostrado por los patriarcas, como ocurría durante el gobierno del cardenal Manuel González Cerejeira.
A su vez la ciudad española de Reus tiene el privilegio de coronar su escudo con una tiara, distinción dada a la ciudad por el papa Benedicto XIII.